# Glubelka
Glubelka (bělorusky Глубелька, rusky Глубелька) je jezero v Bělorusku. Nachází se v Mjadělském okrese v Minské oblasti v povodí řeky Strača na území přírodní rezervace Blankytná jezera. Má rozlohu 0,09 km². Je 520 m dlouhé a 350 m široké. Dosahuje maximální hloubky 17 m při průměrné hloubce 6,1 m.

## Pobřeží, ostrov, dno
Kotlina jezera má lopatkový tvar. Břehy jsou vysoké 10 až 35 m a jsou porostlé borovicovým lesem. Pobřeží je částečně bažinaté. Podél břehů je pás vodního rostlinstva široký 10 m. Uprostřed jezera leží ostrov o rozloze 0,1 ha. Dno jezera je pokryté vrstvou sapropelu. V jezeře roste chráněný druh mařice pilovitá.

## Vodní režim
Do jezera ústí průtok z jezera Jačmenec a odtéká průtok do jezera Glublja.